# Frank Gambale
Frank Gambale (Canberra, 22 december 1958) is een Australische fusiongitarist.

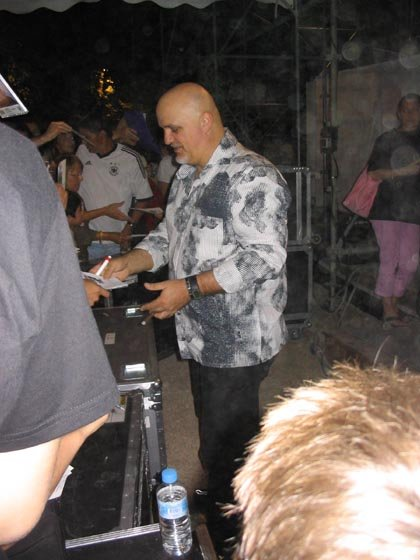
Frank Gambale in La Roque d'Antheron, Zuid-Frankrijk, juli 2004

## Biografie
Frank Gambale begon gitaar te spelen op 7-jarige leeftijd in Canberra, Australië, waar hij is geboren en opgegroeid. Hij werd op jonge leeftijd beïnvloed door Jimi Hendrix, Eric Clapton en John Mayall. In zijn mid tienerjaren sloeg hij meer een jazzy richting in en werd hij beïnvloed door Steely Dan, de Brecker Brothers en Chick Corea.
Frank Gambale vertrok op 23-jarige leeftijd van Canberra naar Hollywood. Daar kon hij in 1982 studeren op de Guitar Institute of Technology (GIT). Hij studeerde af met de hoogste onderscheiding en werd uitgeroepen tot "Student of the Year" en mocht meteen lesgeven. In deze periode publiceerde hij ook zijn eerste lesboek "Speed picking". In 1986 tekende hij een contract voor 3 albums bij platenlabel Legato en toen begon zijn recording carrière.
In hetzelfde jaar ging hij op tournee met Jean-Luc Ponty. Kort daarop deed hij auditie bij Chick Corea. Een droom kwam dan ook uit toen Frank na een auditie door Chick werd uitgekozen om mee te spelen op een aantal albums. Op in totaal vijf platen is het geluid van Gambale te horen, het leverde Chick Corea uiteindelijk twee Grammy Awards en nog twee nominaties voor een Grammy op. Na zes jaar vertrok Gambale om zijn muzikale horizon te verbreden.

## Discografie

### Albums
| Album met eventuele hitnotering(en) in de Nederlandse Album Top 100 | Datum van verschijnen | Datum van binnenkomst | Hoogste positie | Aantal weken | Opmerkingen |
| ------------------------------------------------------------------- | --------------------- | --------------------- | --------------- | ------------ | ----------- |
| Brave New Guitar                                                    | 1985                  | -                     |                 |              |             |
| Present for the Future                                              | 1987                  | -                     |                 |              |             |
| Live                                                                | 1989                  | -                     |                 |              | Livealbum   |
| Thunder from Down Under                                             | 1990                  | -                     |                 |              |             |
| Note Worker                                                         | 1991                  | -                     |                 |              |             |
| The Great Explorers                                                 | 1993                  | -                     |                 |              |             |
| Passages                                                            | 1994                  | -                     |                 |              |             |
| Thinking out Loud                                                   | 1995                  | -                     |                 |              |             |
| Show Me What You Can Do                                             | 1998                  | -                     |                 |              |             |
| Coming To Your Senses Favored Nations                               | 2000                  | -                     |                 |              |             |
| The Light Beyond                                                    | 2000                  | -                     |                 |              |             |
| Gambale & Colonna                                                   | 2000                  | -                     |                 |              | Livealbum   |
| Resident Aliens: Live Bootlegs                                      | 2001                  | -                     |                 |              | Livealbum   |
| Absolutely Live-In Poland                                           | 2002                  | -                     |                 |              |             |
| GHS 3                                                               | 2002                  | -                     |                 |              |             |
| Raison d'Être                                                       | 2004                  | -                     |                 |              |             |
| Natural High                                                        | 2006                  | -                     |                 |              |             |